# Eschefeld (Frohburg)

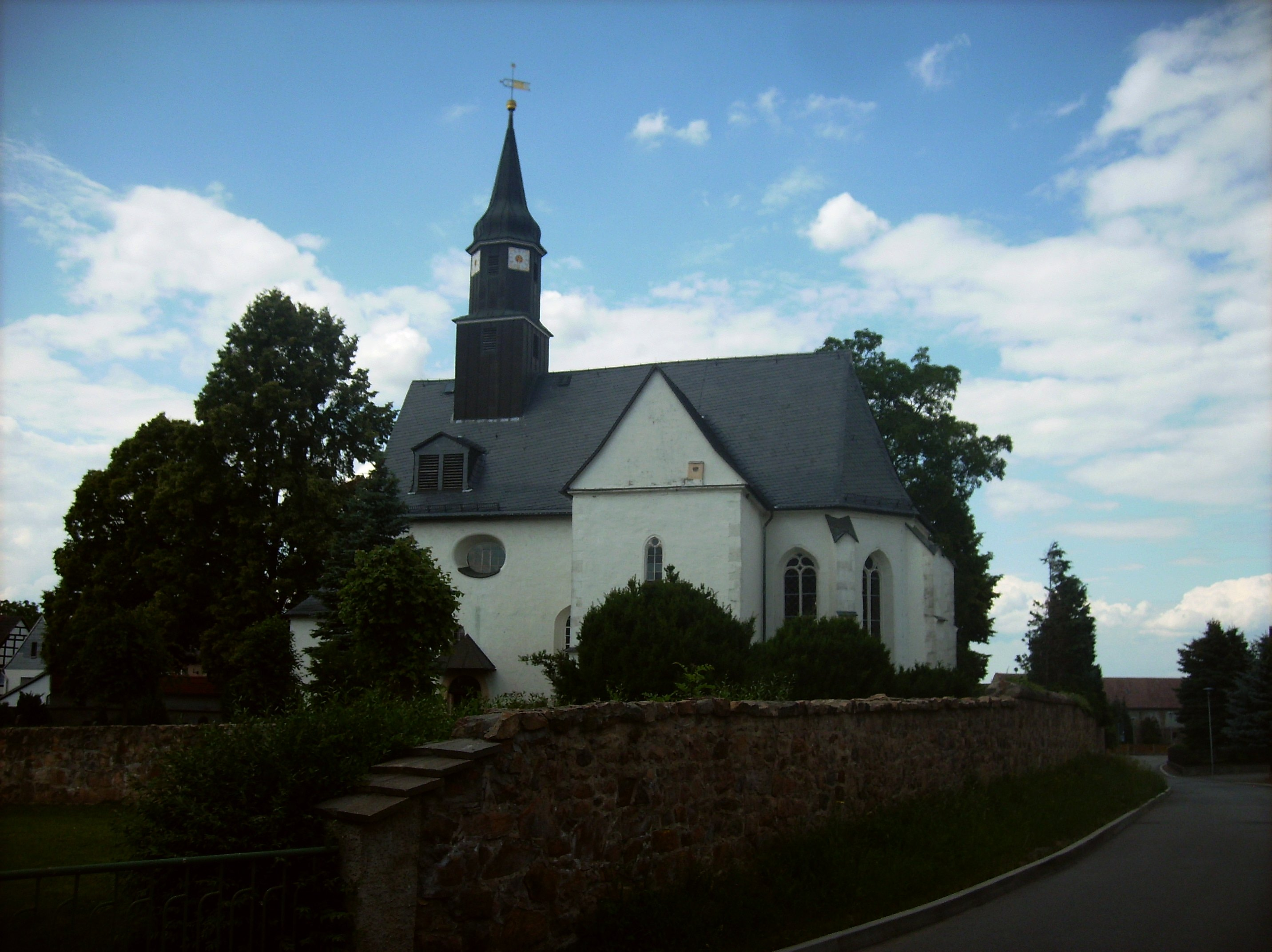
Dorfkirche Eschefeld

Eschefeld ist ein Ortsteil der Stadt Frohburg im Landkreis Leipzig (Freistaat Sachsen). Zu Eschefeld gehört der 1934 eingemeindete Nachbarort Kleineschefeld und die Siedlung Teichhaus.

## Geografie
Eschefeld liegt südwestlich von Frohburg an der Grenze zum thüringischen Altenburger Land. Der Freistaat Thüringen grenzt im Westen und Süden an Eschefeld. Nach Osten gen Frohburg befinden sich die Eschefelder Teiche. Im südlichen Gemeindegebiet liegt der Seebischteich, der in einer Ausbuchtung in das Altenburger Land hinein ragt.

## Geschichte

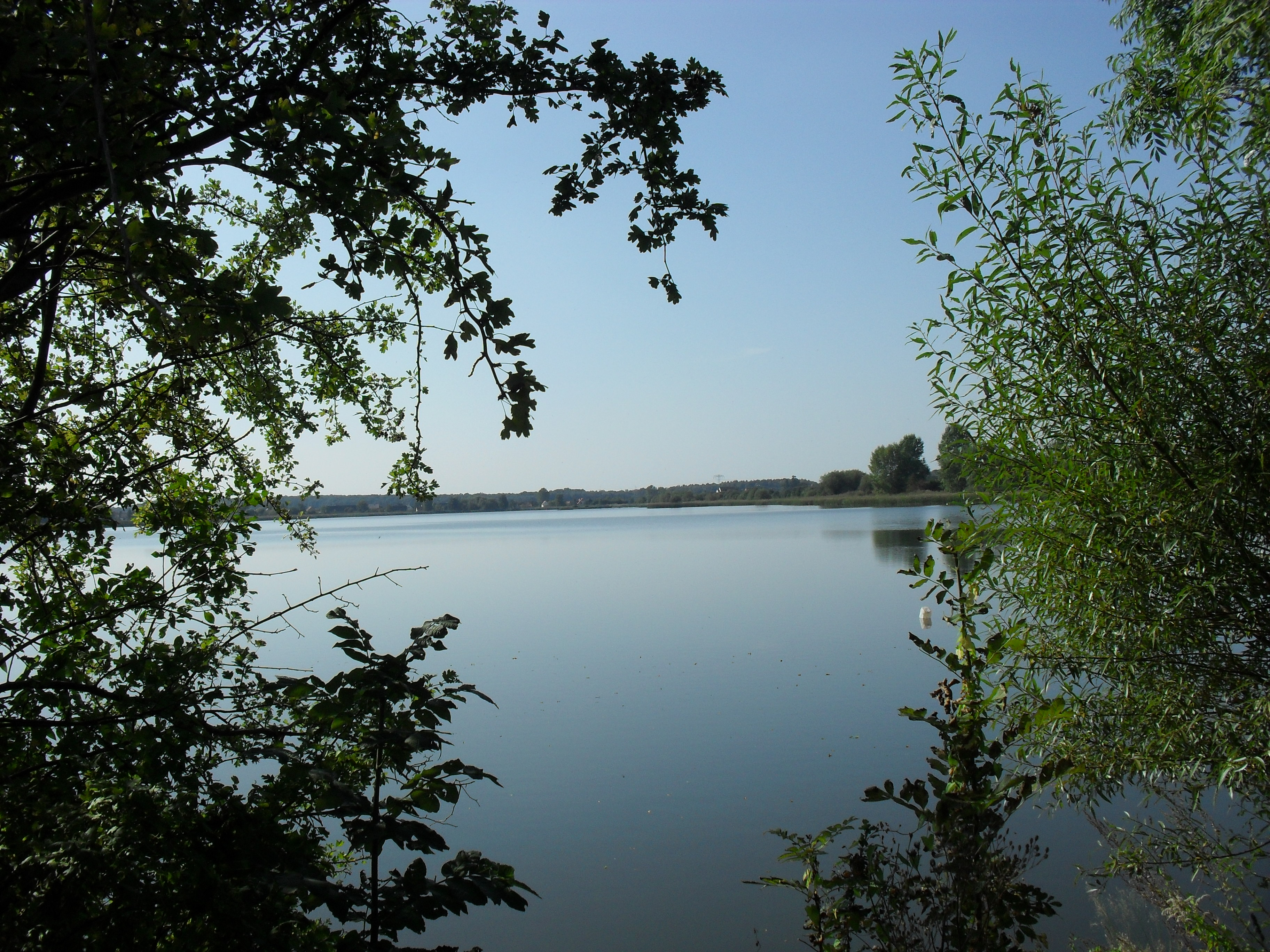
Blick über den Großteich bei Eschefeld

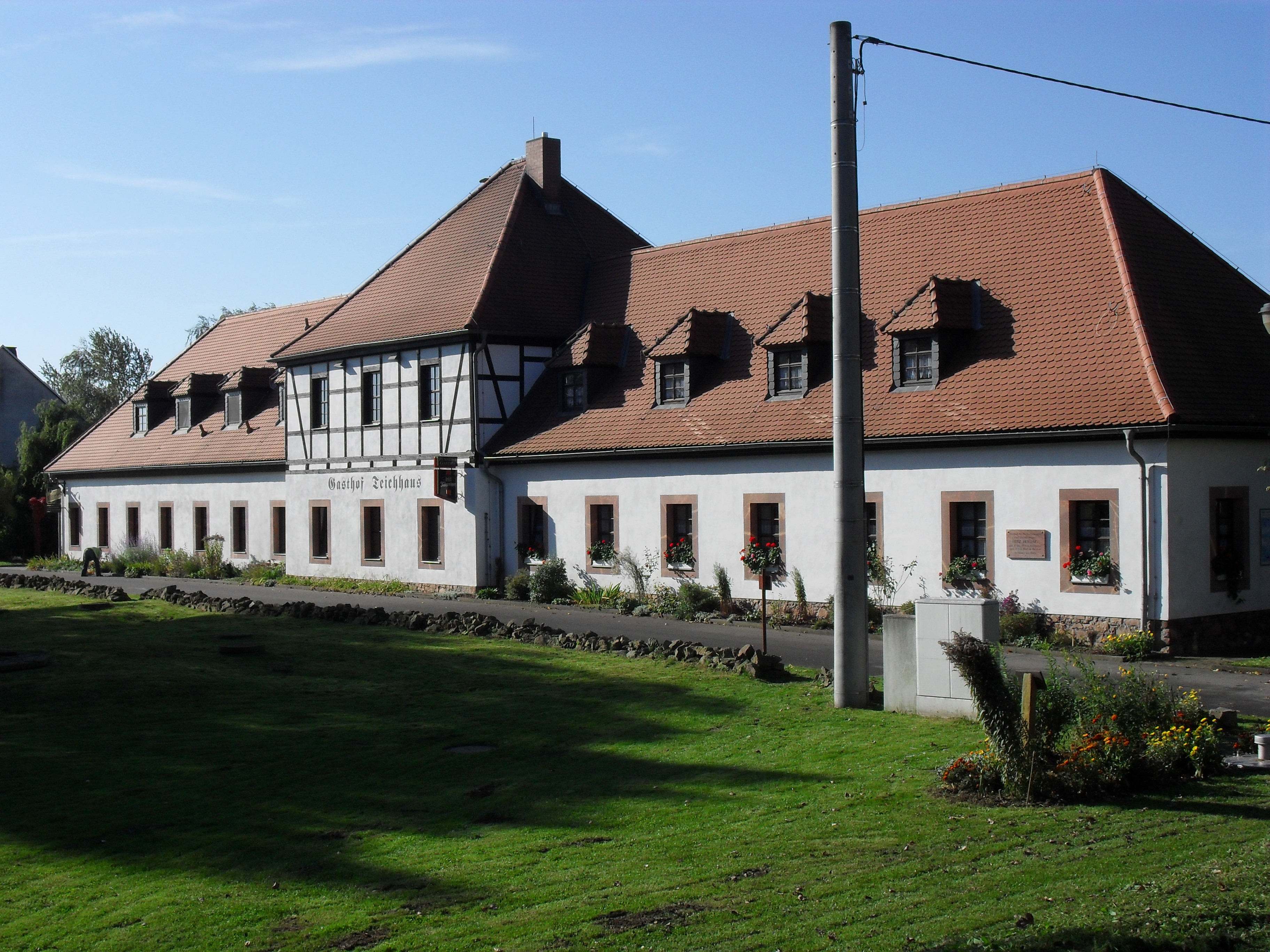
Naturschutzstation und Gaststätte „Teichhaus“

In Eschefeld ist bereits um 1291 ein Herrensitz belegt. Während der Ort um 1378 dem „castrum Altenburg“ unterstellt war, gehörte er ab Mitte des 16. Jahrhunderts bis 1856 zum  kursächsischen bzw. königlich-sächsischen Amt Borna. Die Gerichtsbarkeit über den Ort lag beim Rittergut Wolftitz.
Kleineschefeld ist 1562 als ein Vorwerk des Ritterguts Frohburg im Amt Borna belegt. 1780 entstand das Lehngut Kleineschefeld im Stil des Barock. Im 19. Jahrhundert war es im Besitz der Familie Krug von Nidda.
Zur fischwirtschaftlichen Nutzung durch das nahe gelegene Rittergut in Frohburg wurden im 18. Jahrhundert zwischen Frohburg im Osten und Eschefeld im Westen auf einer Fläche von 562 ha die Eschefelder Teiche angelegt. Zwischen Kleineschefeld im Norden und dem Großen Teich im Süden entstand im Jahr 1780 der Vierseitenhof „Teichhaus“ zur Bewirtschaftung der Fischteiche. In der Folgezeit entwickelte sich an dem Standort eine kleine Siedlung.
Ab 1856 gehörten Eschefeld und Kleineschefeld zum Gerichtsamt Frohburg und ab 1875 zur Amtshauptmannschaft Borna. 1934 wurde Kleineschefeld nach Eschefeld eingemeindet. Im Zuge der zweiten Kreisreform in der DDR kam Eschefeld im Jahr 1952 zum Kreis Geithain im Bezirk Leipzig, der 1994 im Landkreis Leipziger Land aufging.
Am 1. Januar 1999 wurde Eschefeld mit seinem Ortsteil Kleineschefeld und der Siedlung Teichhaus in die Stadt Frohburg eingemeindet. Eschefeld machte nicht von der Möglichkeit Gebrauch, einen Ortschaftsrat zu bilden.

## Verkehr
Durch Eschefeld verläuft die Bundesstraße 7.